# Familienfideikommiss
Das Familienfideikommiss (Aussprache: […ˌfide.ikɔˈmɪs] oder […ˈfiːde.ikɔˌmɪs]; lateinisch fidei commissum ‚zu treuen [Händen] belassen‘) ist eine Einrichtung des Erb- und Sachenrechts, wonach durch Stiftung das Vermögen einer Familie, meist Grundbesitz, auf ewig geschlossen erhalten werden sollte und immer nur ein Familienmitglied allein, der Fideikommissbesitzer, das Nießbrauchsrecht innehatte. Davon zu unterscheiden ist das private Grundeigentum eines Familienmitglieds (des Landesherrn), die Schatulle, die seiner freien Verfügung zu Lebzeiten und von Todes wegen unterlag.
Das Familienfideikommiss steht den Lehen, Stammgütern und familiären Stiftungen nahe.

## Definition
Das Familienfideikommiss war ein Sondervermögen einer Familie (Obereigentümer), das ungeteilt in der Hand eines Familienmitgliedes (Nutzeigentümer) blieb. Der Inhaber erhielt nur den Ertrag des Vermögens zur freien Verfügung. Vollstreckungen in das Vermögen wegen Schulden des Inhabers waren ausgeschlossen. Dadurch blieben die vermögensrechtliche Grundlage für eine Familie und ihre soziale Stellung gesichert, selbst im Falle eines Konkurses. Das Fideikommiss beruhte auf rechtsgeschäftlicher Stiftung – zum Beispiel durch testamentarische Bestimmung; der Stifter legte die Erbordnung (in der Regel Primogenitur) fest.
Folgende im damaligen Stil formulierte Erklärung findet sich im 19. Jahrhundert dazu:

„[Ein Fideikommiß ist] nach dem röm. Rechte die Bestimmung eines Erblassers, dass sein Erbe eine einzelne Sache (Singularfideicommiß oder Legat) oder einen Theil oder das Ganze der Erbschaft (Universalfideikommiss) an einen Andern entweder sofort oder nach einer gewissen Zeit, auch wol bei dem Eintritte gewisser Bedingungen herausgeben soll. Der Erbe, welcher die Erbschaft abzutreten hatte, hieß fiduciarius, der Empfänger fideicommissarius. Unter Kaiser Vespasian wurde verordnet, dass der Fiduciar bei der Herausgabe den vierten Theil der Erbschaft für sich behalten dürfe. […] Die Universalfideicommisse kommen jetzt nur noch selten vor und die Singularfideicommisse werden wie Legate behandelt. Sehr verschieden hiervon sind die neuen Fideikommisse (Fideikommisse successiva), d. h. Stiftungen, wodurch eine Vermögensmasse für unveräußerlich erklärt und die Ordnung vorgeschrieben ist, nach welcher die Mitglieder einer Familie oder andere dazu Berufene einander in dem Genusse dieser Gütermasse folgen sollen. Bei Fideikommissen solcher Art hat der Fiduciar bei der Herausgabe keinen Anspruch auf den vierten Theil. Zur Errichtung derselben ist nach sehr vielen Landesgesetzen und vermöge allgemeiner Grundsätze stets die Erlaubniß des Staates nöthig, da dieselben, wenn sie zu häufig vorkämen, in alle Verhältnisse des gemeinen Wesens sehr störend eingreifen würden.“

Das Familienfideikommiss war rein privatrechtlicher Natur und damit vom (allodifizierten) Lehen zu unterscheiden, das auch öffentlich-rechtliche Merkmale aufwies.
Von der Stiftung im eigentlichen Sinne unterscheidet sich das Fideikommiss dadurch, dass es keine juristische Person ist, sondern ein Eigentum des jeweiligen Inhabers. Es ist aber kein freies Eigentum, sondern durch die festgelegte Erbfolgeregelung (Sukzessionsordnung) gebunden, fiel also im Todesfalle nicht in das allgemeine Erbe.

### Ausgestaltung der Familienfideikommisse
Unter einem Familienfideikommiss wird eine Anordnung des Erblassers verstanden, kraft derer ein Teil des Nachlasses vom Rest mit der Wirkung ausgesondert wird, dass der ausgesonderte Teil des Nachlasses rechtlich in ein Ober- und ein Nutzungseigentum aufgespalten wird. Das Nutzungseigentum stand immer nur einem Familienmitglied zu. Die Familie als Ganzes behielt das Obereigentum. Demnach war derjenige, welcher aus dem Familienfideikommiss begünstigt worden ist, weder zur Verfügung noch zur Belastung des Eigentums befugt (gebundenes Vermögen). Der aus dem Familienfideikommiss Begünstigte konnte über sein Nutzungseigentum auch nicht frei von Todes wegen verfügen.
Das vermögensrechtliche Schicksal des Nießbrauchs an dem gebundenen Vermögen bestimmte sich nach der Sukzessionsordnung der Stiftungsurkunde. Der Stifter des Familienfideikommisses konnte zwischen Senioraten, Majoraten, Minoraten und Primogenituren wählen. Eine Besonderheit war die weibliche Erbfolge, die nur gebietsweise bestand, so in Mecklenburg nach dem Erbjungfernrecht, und in Österreich (wo seit der Pragmatischen Sanktion der Habsburger weibliche Erbfolge prinzipiell zulässig war).
Es konnten nur solche Gegenstände dem Familienfideikommiss gewidmet werden, mit denen Ackerbau, Viehzucht und ähnliches verbunden, und die keiner Grundherrschaft unterworfen waren. Herrenhäuser und ähnliche Gebäude konnten dem Familienfideikommiss aber ebenso wie Familienarchive und Bibliotheken zugeschlagen werden.

## Sozialgeschichtliche Bedeutung

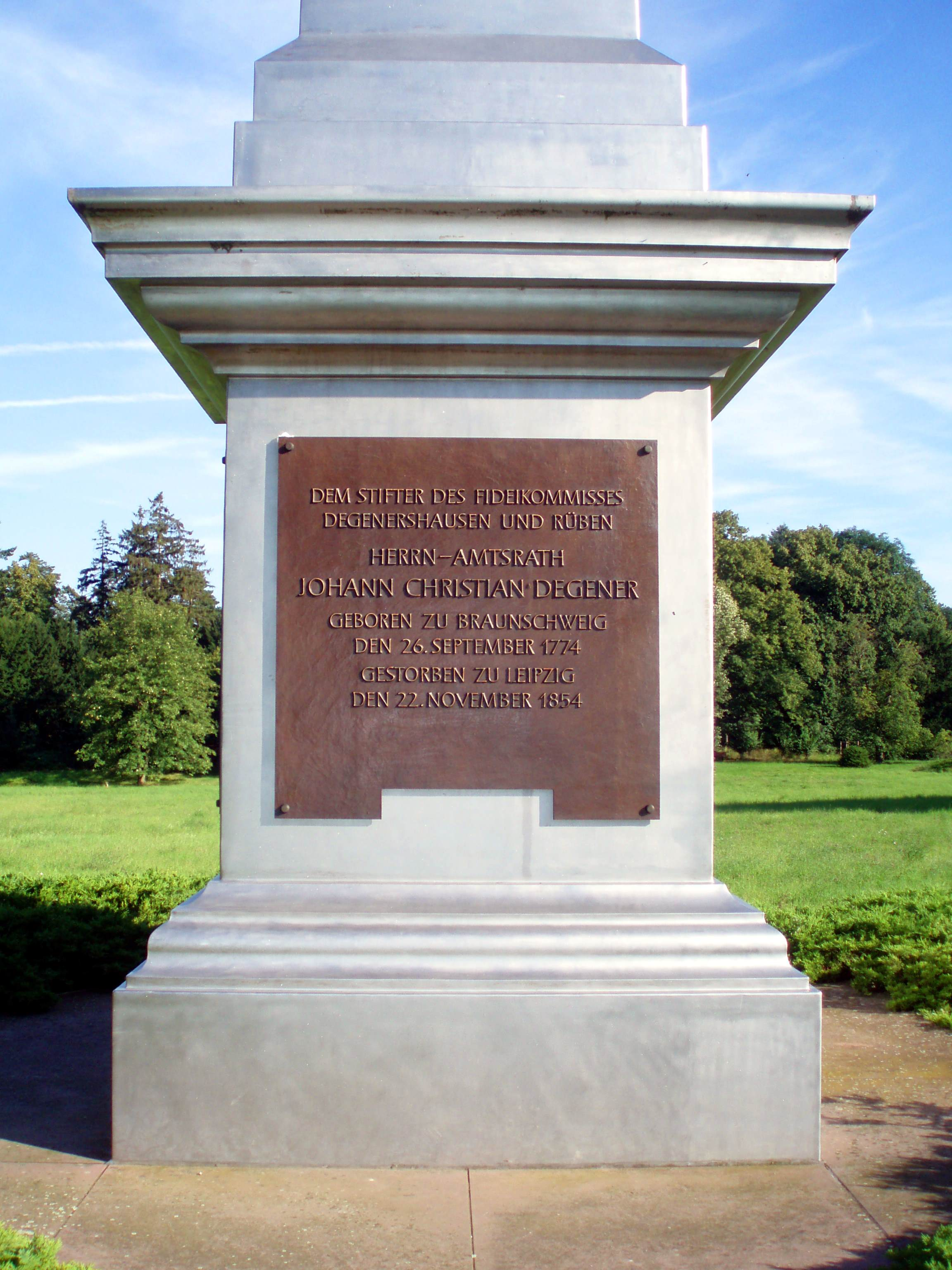
Gedenktafel über den Fideikommiss des Amtsrates Johann Christian Degener im Landschaftspark Degenershausen (Falkenstein/Harz)

Die Familienfideikommisse wurden zum Erhalt des Familienvermögens adeliger Familien über Generationen hinweg eingesetzt. Schlösser, Burgen und Herrensitze mit den dazugehörigen land- und forstwirtschaftlichen Betrieben waren oft in den Familienfideikommissen gebunden. Sie waren damit ein wichtiges Werkzeug des adelsfamiliären Großgrundbesitzes.
Sie dienten vor allem auch dazu, adelige Söhne, die schlecht besoldete, aber prestigeträchtige und einflussreiche Ämter in Staat und Heer einnahmen, finanziell mit den Erträgen aus dem Familienvermögen zu versorgen (Apanagen). Gleichzeitig aber stärkten sie durch das Eigentum durch das Familienoberhaupt den Zusammenhalt der Adelshäuser, sozial wie wirtschaftlich, als spätneuzeitliche Form der Hausmacht ohne Zersplitterung durch Erbteilung. In der Hochindustrialisierung des 19. Jahrhunderts erreichten sie auch darum einen Höhepunkt der Bedeutung, weil Grund und Boden in Umbruchszeiten als sicheres Anlagevermögen gilt, und das Konstrukt den Erhalt für die Adelsfamilien sicherte.
Im 19. Jahrhundert gerieten die Familienfideikommisse in die Kritik, weil sie durch das sie betreffende Verfügungsverbot nicht am Güteraustausch teilhaben konnten und damit das Wachstum des Sozialproduktes bremsten. Da sie auch einem Belastungsverbot unterlagen, konnten sie ebenfalls nicht als Realkreditsicherheiten eingesetzt werden. Auch behinderte das Belastungsverbot die wirtschaftliche Bewegungsfreiheit. Ferner wurden die Familienfideikommisse als Sonderrecht des Adels kritisiert. Zudem wurden die Familienfideikommisse auch in Ansehung der Eigentumsfreiheit als eine zu starke Einschränkung empfunden. Durch die Familienfideikommisse konnte die „kalte Hand“ des Erblassers über Generationen hinweg das Schicksal des Eigentums ohne Mitwirkung der das Eigentum innehaltenden Familie lenken.
Außerdem gerieten Fideikommisse in Misskredit, wenn sie als ein machtpolitisches Instrument der ehemaligen Grundherrschaften nach Abschaffung der Leibeigenschaft (Bauernbefreiung) genutzt wurden, etwa, um geschlossene große Wald- und Jagdgebiete herzustellen. Daher wurden sie als Relikte des Feudalismus sowohl von der Sozialdemokratie wie auch später vom Nationalsozialismus bekämpft.
Durch die Auflösung in Deutschland und Österreich 1938 wurden die Inhaber, die nun entscheidungsfreie Eigentümer der Vermögensmasse der Fideikommisse wurden, gezwungen, jene wie bei regulärer Erbteilung innerhalb der Familie aufzuteilen.  Gleichzeitig wurden Objekte von öffentlichem Interesse, insbesondere Großwälder und Kulturgut – zwei Bereiche, auf die auch die NS-Machthaber großen Wert legten – mit besonderen Auflagen belegt (Schutzforste und Denkmalschutz).
Für die Geschichtsforschung stellen sie heute einen Problemfall dar. Während die allgemeinen Archive der Grundherrschaften, die in den zuständigen Gerichten auflagen, heute durchwegs frei zugänglich sind, sind die Familienfideikommiss-Archive, selbst wenn sie in öffentlichen Archiven deponiert sind, nur mit Einverständnis der Eigentümer einsehbar.

## Geschichte und Nationales
Im Römischen Recht war das Fideikommiss eine testamentarische Verfügung, die dem Erben auftrug, das Geerbte nach bestimmter Zeit – meist in Verbindung mit dem Eintreten eines bestimmten Ereignisses (z. B. Geburt oder Heirat) – ganz oder teilweise an einen Dritten abzutreten. Ursprünglich als lediglich sittliche Verpflichtung nicht klagbar, konnte das Fideikommiss, vergleichbar den förmlichen Legaten, vor dem Prätor (eigens: praetor fideicommissarius) durchgesetzt werden. Die klassische Jurisprudenz hatte das Fideikommiss entwickelt, um Gesetzen zur Erbschaftsbeschränkung entgegenzuwirken. Namentlich richtete sich das Institut gegen die augustäische Ehegesetzgebung der lex Voconia, die die Erbeinsetzung von Frauen verbot.

### Deutschland
Mit der Rezeption des römischen Rechts in Deutschland entstand ein Bedürfnis, die in den zuvor herrschenden Rechtsordnungen übliche Rechtsfolge von Todes wegen über den Mannesstamm nach Parentelen vor der Testier- und Eigentumsfreiheit des gemeinen Rechts zu schützen. Es wurde daher dem Erblasser ermöglicht, als Stifter eines Familienfideikommisses einen Teil des Vermögens abzusondern und der römisch-rechtlichen Eigentumsordnung zu entziehen. In Bezug auf Stammgüter war dies bereits durch Observanz und Familienvereinbarung bei Einzug des römischen Rechts in Deutschland anerkannt. Die Familienfideikommisse entwickelten sich aus testamentarischen Anordnungen, die Teilungs- und Veräußerungsverbote enthielten. Daraus wurde die Fiktion einer successio ex providentia et pacto maiorum (durch Nachfolge aus Vorsicht und Vertrag der Vorfahren) gegründet. Die Rechtsgültigkeit solcher Anordnungen wurde aus der römisch-rechtlichen fideikommissarischen Substitution und in Analogie zum Investiturvertrag abgeleitet. Seit nicht nur altadelige Familien den Nachlass betreffende Teilungs- und Veräußerungsverbote aussprechen konnten, entstanden neben den Stammgütern die Familienfideikommisse.
Durch das preußische Edikt von 9. Oktober 1807 wurde eine Auflösung eines Familienfideikommisses durch Familienbeschluss zugelassen. Dadurch konnte die Familie die Anordnungen, welche der Stifter des Familienfideikommisses nachfolgenden Generationen anheimgegeben hatte, aufheben und ihre volle Verfügungs- und Testierfreiheit über das Vermögen wiederherstellen. In den durch Napoleon I. besetzten deutschen Landesteilen wurde das Familienfideikommiss gänzlich abgeschafft oder sehr stark eingeschränkt. Seit dem Wiener Kongress sind aber Familienfideikommisse auch dort wieder zugelassen worden.
Seit der Aufhebung der Grundherrschaft in Preußen entstand die paradoxe Situation, dass wegen des Edikts von 1807 einerseits Familienfideikommisse durch Familienbeschluss aufgelöst werden konnten, andererseits aber jeder Bauer ein Familienfideikommiss stiften konnte. Um einerseits die Versorgungsfunktion der Familienfideikommisse aufrechtzuerhalten, musste das gebundene Vermögen einen Mindestertrag abwerfen. Um andererseits dem wirtschaftlichen Verkehr nicht zu viel Vermögen zu entziehen, war der Ertrag aber auf eine Höchstgrenze beschränkt.
Bereits die Paulskirchenverfassung von 1848 forderte die Auflösung der Familienfideikommisse. Mit Inkrafttreten des Bürgerlichen Gesetzbuches zum 1. Januar 1900 wurde die bürgerliche Rechtseinheit in den deutschen Gebieten, die das Kaiserreich umfasste, eingeführt. Nach Art. 59 des Einführungsgesetzes zum Bürgerlichen Gesetzbuch blieben das Recht der Bundesstaaten über die Familienfideikommisse unberührt. Seit Inkrafttreten der Weimarer Reichsverfassung setzte man sich die Abwicklung des gebundenen Vermögens erneut als Ziel.

Nach der Novemberrevolution wurden die Vorrechte des Adels abgeschafft. Auch die Familienfideikommisse sollten gemäß Art. 155 Weimarer Verfassung 1919 beseitigt werden. Dies musste nicht in einem sofortigen Schritt geschehen, die Auflösung konnte über den Zeitablauf erfolgen. Die konkrete Umsetzung erfolgte durch Landesrecht. In Preußen waren dies die Familiengüter-Verordnung vom 30. Dezember 1920 und die Zwangsauflösungs-Verordnung vom 19. November 1920. Danach konnten die Familienfideikommisse bis zum Tod des Inhabers per 1. Januar 1921 bestehen bleiben und sollten danach aufgelöst werden. Vorzugsweise sollte diese Auflösung auf freiwilliger Basis durch eine Vereinbarung aller berechtigten Familienmitglieder (Familienschluss) geschehen, sie konnte aber auch angeordnet werden. Hierzu wurden Auflösungsämter für Familiengüter geschaffen, die richterliche Kompetenzen hatten. Diese wurden 1935 in Fideikommisssenate bei den Oberlandesgerichten umgewandelt (Gesetze zur Vereinheitlichung der Fideikommißauflösung). Die Auseinandersetzungen in der Familie um die Modalitäten der Auflösung und der Wahrung des Besitzstandes konnten sich über Jahre hinziehen.
Im Jahre 1938 wurden die (in Deutschland bis heute geltenden) Bereinigungsvorschriften erlassen. Das Gesetz über das Erlöschen der Familienfideikommisse und sonstiger gebundener Vermögen vom 6. Juli 1938 und die dazugehörige Verordnung vom 20. März 1939 regelten das weitere Schicksal der gebundenen Vermögen. Demnach sollten die Fideikommisse zum 1. Januar 1939 erlöschen; um allerdings Ansprüche von Familienangehörigen und sonstige mit dem Fideikommiss verstrickte Verhältnisse zu regeln, wurde eine Sperrfrist gesetzt; eine endgültige Auflösung sollte erst mit Erteilung des sogenannten Fideikommiss-Auflösungsscheines rechtskräftig werden. Durch die Kriegsverhältnisse mussten die Sperrfristen später auf unbestimmte Zeit verschoben werden. Es waren daher nach dem Zweiten Weltkrieg noch vereinzelt Vermögen mit Fideikommisseigenschaft anzutreffen.
Die Rechte, welche durch die aufgehobenen Vorschriften der Fideikommisse oder auf ihrer Grundlage begründet worden sind, sind durch die Aufhebung nicht berührt worden. Das betraf auch eingetragene Hypotheken, Geld, Wertpapiere oder in ihrer Gesamtheit durch Treuhänder verwaltete Vermögen.
Noch heute gibt es daher in Deutschland auch bei einigen Oberlandesgerichten (zum Beispiel den bayerischen Oberlandesgerichten, dem OLG Frankfurt und dem OLG Jena) eine Spezialzuständigkeit eines Senates hinsichtlich Rechtsstreitigkeiten, die Fideikommisse betreffen. Beim Bundesgerichtshof ist der V. Zivilsenat zuständig.
Zum 23. November 2007 wurde das Gesetz zur Aufhebung von Fideikommiss-Auflösungsrecht erlassen, welches den Auflösungsprozess abschließen soll.

### Österreich
In Österreich waren die Fideikommisse nach §§ 618 bis 645 ABGB, JGS Nr. 946/1811, geregelt. Sie wurden entweder als Primogenitur, als Majorat oder als Seniorat vererbt, je nachdem ob der Stifter die Nachfolge entweder dem Erstgeborenen aus der älteren Linie oder dem Nächsten aus der Familie dem Grade nach (unter mehreren dem jeweils Älteren) oder schließlich, ohne Rücksicht auf die Linie, dem jeweiligen Familienältesten zugedacht hat. Die übliche Form im österreichischen Adel war das Majorat.
Sie waren noch Ende des 19. Jahrhunderts das vorherrschende Werkzeug des Großgrundbesitzes, so besaßen um 1895 die 297 Familien, die einen Fideikommiss eingerichtet hatten, 1,2 Mio. Hektar Land (von gesamt 30 Mio. ha, und von 8,7 Mio. ha Großgrundbesitz mitsamt Kirche und Bourgeoisie).
1918/19 wurde die prinzipielle Aufhebung zwar diskutiert, aber nicht durchgesetzt. Aufgehoben und verstaatlicht wurden nur einige wichtige Familien-Fideikommisse und -Fonds des Kaiserhauses mit dem Habsburgergesetz (§ 6 Abs. 2). Die Aufteilung auf die Nachfolgestaaten der Monarchie wurde durch einen Staatsvertrag von 1924 geregelt.
Mit dem Anschluss trat auch hier das deutsche Gesetz über das Erlöschen der Familienfideikommisse (FidErlG) mitsamt Durchführungsverordnung (DVFidErlG) per 1. Oktober 1938 in Kraft, und damit rückwirkend die formale Aufhebung in der Weimarer Verfassung per 1919. Diese Entscheidung ist bis heute rechtsgültig. Als Fideikommissgericht erster Instanz wurde das Oberlandesgericht Wien in Form eines Sondergerichts bestimmt.
Das FidErlG selbst wurde mit der Bundesrechtsbereinigung 1999 als veraltet aufgehoben. Heute spielen Fragen der Fideikommisse nurmehr in vereinzelten Fällen eine Rolle, etwa bei Grundbuchseinträgen.

### Schweiz
In der Schweiz bestanden 2011 etwa zwanzig Fideikommisse, u. a. jenes von Leonhard Zollikofer (1529–1587) mit seinen Neffen der Georg- und Laurenz-Linien 1586 begründete Fideikommiss Schloss Altenklingen. Die Gründung neuer Fideikommisse ist seit der Einführung des Zivilgesetzbuches schweizweit nicht mehr gestattet. Im Fall der Veräußerung eines fideikommissverstrickten Vermögensgegenstandes ist fraglich, ob die Abwicklung unter Berücksichtigung der Gleichberechtigung von Mann und Frau zu erfolgen hat.

### Großbritannien
Im Vereinigten Königreich wurde das Rechtsinstitut des Fideikommisses (fee tail) 1925 abgeschafft (Law of Property Act 1925, s.1).

### Schweden
In Schweden bestehen noch etwa zehn Fideikommisse adeliger Familien, die seit den 1960er Jahren auf Antrag verlängert wurden.

## Nachfolgeeinrichtungen
Mit der Auflösung in Deutschland und Österreich sind die Fideikommisse freies Eigentum in der Hand des jeweils letzten Inhabers geworden. Nach wie vor kann ein Erblasser seinem Interesse, das Nachlassvermögen in der Familie zu halten, rechtliche Geltung verschaffen:
- Im deutschen Recht kann er dies durch Anordnung einer Vorerbschaft teilweise erreichen. Die Vorerbschaft ist aber auf die Dauer von 30 Jahren beschränkt. Diese Zeitbeschränkung gilt allerdings unter anderem in dem häufigen Fall nicht, in dem der Nacherbfall mit dem Tod des Vorerben eintritt und der Nacherbe bereits vor dem Tod des ursprünglichen Erblassers geboren war.
- Im österreichischen Recht kann der Erblasser eine Nacherbschaft anordnen und den Zeitpunkt festlegen, zu dem der Nacherbe die Erbschaft nach dem Vorerben übernimmt. Mangels anderer Anordnung tritt der Nacherbfall mit dem Tod des Vorerben ein (§ 608 ABGB). Der Testator kann unbegrenzt viele natürliche Personen als Nacherben hintereinander einsetzen, wenn diese zur Zeit der Testamentserrichtung bereits geboren oder zumindest gezeugt sind (§ 611 ABGB). Will er jedoch andere als solche Zeitgenossen als Nacherben einsetzen, so beschränkt § 612 ABGB die Nacherbfolge bei Geld und anderen beweglichen Sachen auf zwei nichtzeitgenössische Nacherben, bei unbeweglichen Sachen auf einen nichtzeitgenössischen Nacherben.[35]
- Auch mit der Gründung von Stiftungen (Familienstiftung in deutschen Recht, Privatstiftung im österreichischen) oder von Familienvermögensgesellschaften (Deutschland) respektive allgemeinen Immobilienverwaltungsfirmen und land- und forstwirtschaftlichen Betrieben, und der Eintragung von Nießbrauchsrechten zugunsten oder Beteiligung einzelner Familienmitglieder, und mit einer Einräumung von vorgemerkten Vorkaufsrechten, kann dieses Ziel teilweise erreicht werden.